# シャルル1世 (アルマニャック伯)
シャルル1世（フランス語：Charles Ier, 1425年 - 1497年6月3日）は、アルマニャック伯およびロデーズ伯（在位：1473年 - 1497年）。アルマニャック伯ジャン4世とイザベル・ド・ナヴァールの息子。

## 生涯
兄ジャン5世がフランス王ルイ11世と対立する公益同盟）の主導者であったため、シャルルは15年間幽閉されていた。
ジャン5世は小競り合いで戦死し、シャルルがアルマニャック伯の称号を継承することになった。
シャルル1世は嗣子なく1497年に死去し、アルマニャック伯位は大甥であるアランソン公シャルル4世に与えられた。

## 結婚と子女
1468年11月16日、初代ケンダル伯ジャン・ド・フォワとマーガレット・カーデストンの娘カトリーヌ・ド・フォア＝ケンダルと結婚した。2人の間に子供は生まれなかった。
シャルルは庶子を1人もうけた。
- ピエール - コサード男爵[3]